# Будівництво електричних мереж

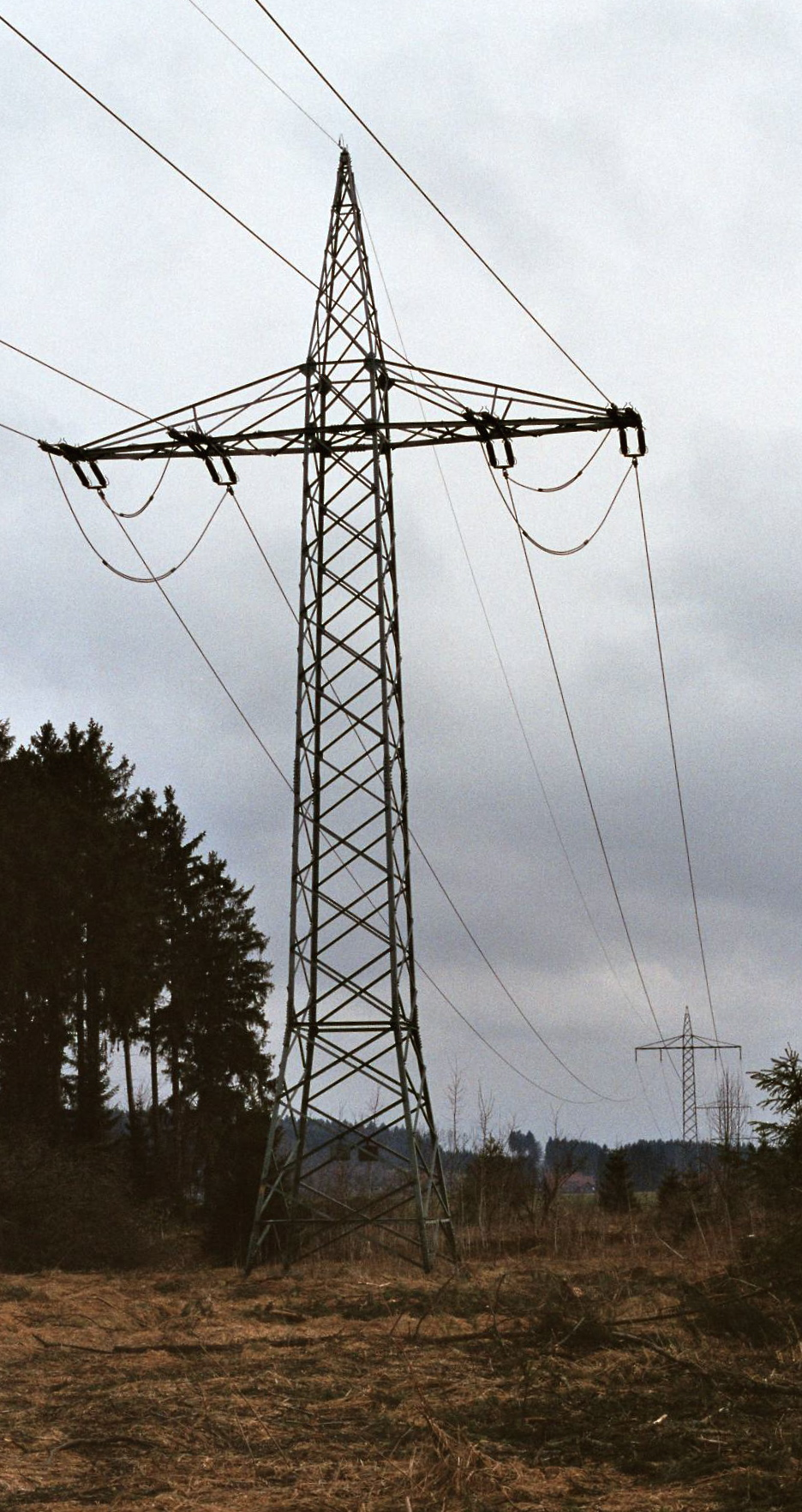
Повітряна лінія електромереж 110 кВ для залізниці, 16⅔ Гц, Німеччина

Будівни́цтво електромере́ж — повний комплекс робіт з проєктування, будівництва і монтажу ліній електропередач різного рівня напруги — кабельних (КЛ) і повітряних (ПЛ), електропідстанцій (ПС), контактної мережі електротранспорту.
Будівництво електричних мереж здійснюється на основі державних стандартів і нормативних документів, з обов'язковим виконанням правил безпеки при будівництві ліній електропередачі та виконанні електромонтажних робіт. Конструкція електричних мереж, їх проєктування і будівництво регулюються Правилами улаштування електроустановок (ПУЕ) і Державними будівельними нормами (ДБН).
Головною метою будівництва ліній електропередач є безаварійна і надійна робота електричних мереж, а також безперебійне енергопостачання об'єктів.

## Етапи будівництва електричних мереж
- вибір оптимального техніко-економічного рішення з урахуванням забезпечення необхідного обсягу електричної енергії та потужності, рівня надійності електропостачання та показників якості електричної енергії;
- отримання необхідної початково-дозвільної документації на проєктування, будівництво і технологічне приєднання до електричних мереж територіальних мережевих організацій;
- підбір устаткування для електричних мереж;
- проведення підготовчих робіт;
- монтаж повітряних і кабельних ліній високої, середньої та низької напруги;
- будівництво трансформаторних підстанцій;

## Проєктно-кошторисна документація на будівництво електричних мереж
Проєктно-кошторисна документація розробляється на підставі завдання на проєктування. Завдання видається замовником проєкту і затверджується по об'єктах електромережевого будівництва в установленому порядку.
Замовник проєкту, крім завдання на проєктування, видає проєктній організації:
- затверджений акт про вибір майданчика для будівництва;
- акт оцінки технічного стану діючих електричних мереж;
- технічні умови на приєднання до інженерних мереж та комунікацій;
- картографічні матеріали;
- відомості щодо існуючої забудови, підземних комунікацій, стан екології і т.д.;
- технічні умови на приєднання проєктованого об'єкта до джерел електропостачання.

До завдання на проєктування додатково додаються: 
- плани землекористування в зоні траси лінії електропередач;
- генеральні плани об'єктів, що проєктуються, які будуть приєднані до проєктованих ліній і їх навантаження;
- акт оцінки технічного стану та схеми діючих електричних мереж у зоні проєктованої лінії;
- топографічні карти населених пунктів у зоні проходження проєктованої лінії, а також інші дані для проєктування.

До завдання на проєктування ліній та трансформаторних підстанцій включають: 
- підстава для проєктування;
- район будівництва;
- вид будівництва;
- довжина ліній;
- тип трансформаторних підстанцій;
- стадійність проєктування,
- термін виконання проєкту;
- термін початку будівництва;
- найменування проєктної та будівельної організацій;
- капітальні вкладення.

Крім цього, до завдання на проєктування мереж додають: 
- технічні умови енергосистеми на приєднання до електричних мереж;
- акт оцінки технічного стану мереж;
- дані про досягнутий рівень електроспоживання і інші матеріали.

Проєктування об'єктів будівництва проводиться на основі схем розвитку електричних мереж, як правило, в одну стадію, тобто розробляють техноробочий проєкт - технічний проєкт і робочу документацію на спорудження об'єкта.

## Будівництво повітряних ліній

### Підготовчі роботи
До підготовчих робіт відносяться геодезична розбивка споруди, виробничий пікетаж, вирубка просік і розчищення траси ПЛ, перевлаштування інженерних споруд, що перетинаються з нею, та знесення будівель, а також влаштування тимчасових споруд - складів, тимчасових доріг і т. п.
Виробничий пікетаж полягає в розбивці центрів опор і осі траси в натурі. Його виконує замовник або за його дорученням будівельно-монтажні або проєктні організації.
Центри опор та інші необхідні елементи траси фіксують на місцевості закріпним знаками, на які наносять номер опори, її умовне позначення, а також найменування проєктної організації, яка виконала виробничий пікетаж.
Подальші будівельні роботи:
- Відкопування котлованів, земляні роботи;
- Монтаж фундаментів (заливка плит, фундаментні блоки);
- Оздоблювальні роботи;
- Виконання дренажної системи;
- Виконання контуру заземлення;
- Монтаж металоконструкції та металовиробів;
- Покрівельні роботи;
- Відновлення благоустрою.

### Монтаж повітряних ліній
Монтаж повітряних ліній електромереж (ПЛ), який здійснюються при будівництві, складається з наступних видів робіт (відповідно до Єдиного тарифно-кваліфікаційного довідника робіт і професій робітників):
- Складання та встановлення опор і конструкцій відкритих підстанцій;
- Встановлення та вивірка фундаментів;
- Монтаж проводів і тросів на переходах;
- Розкочування і підйом проводів і тросів на опори ПЛ;
- Установка металевих, залізобетонних і дерев'яних опор;
- Різання і рубка проводів і тросів;
- Гідроізоляція залізобетонних конструкцій;
- Монтаж заземлення та занулення ПЛ;
- Установка арматури на консолях і гнучких поперечках.

### Монтаж кабельних ліній

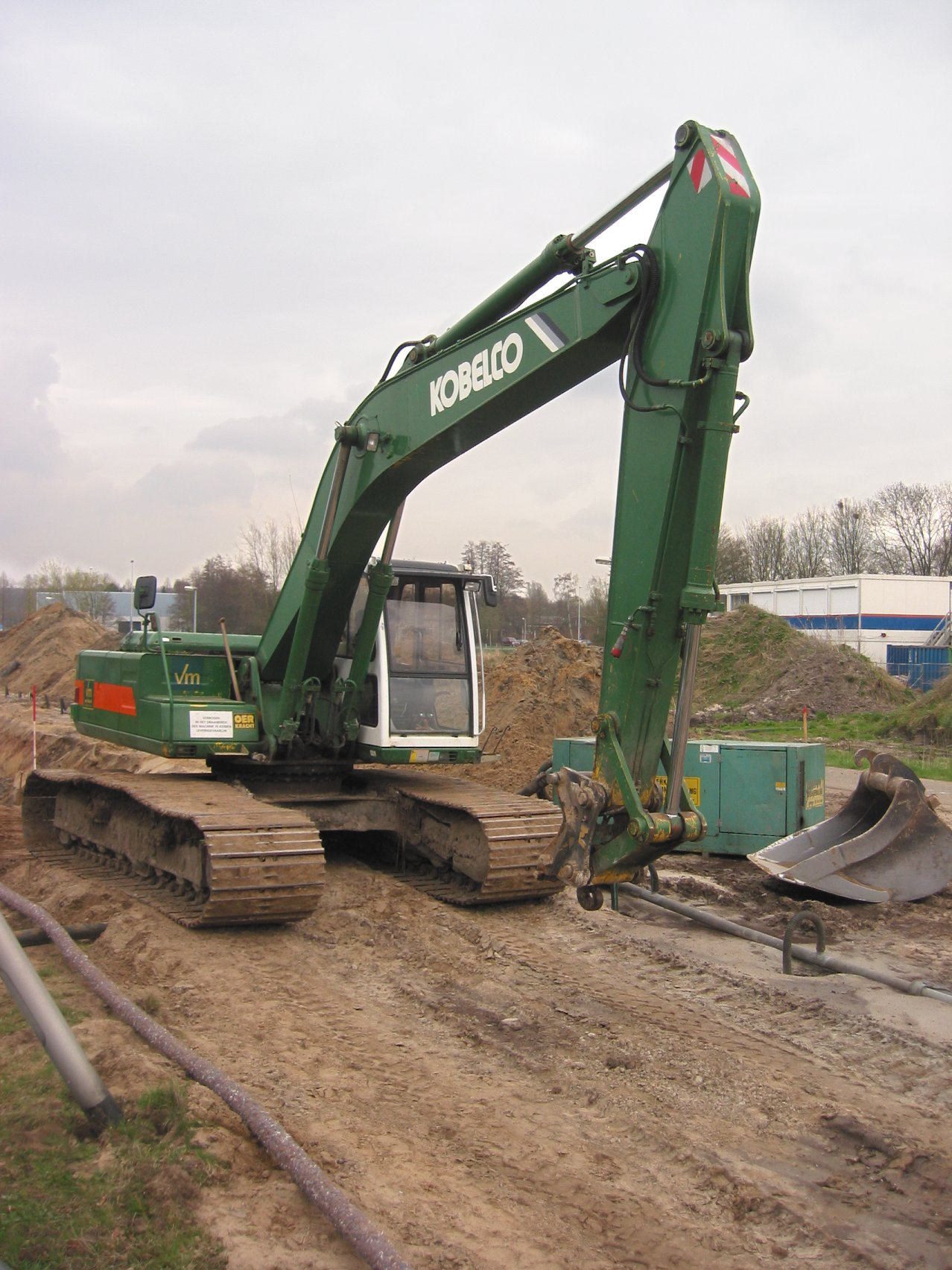
Прокладка кабелю за допомогою екскаватору

Кабельні лінії прокладають у місцях, де ускладнено будівництво повітряних ліній (ПЛ) або коли згідно з ПУЕ будівництво повітряних ліній не допустимо, у містах, селищах, на території промислових підприємств, для електропостачання відповідальних споживачів (хоча б одну з ліній основного або резервного живлення) та споживачів, розташованих в зонах з важкими кліматичними умовами (IV - особливий район по ожеледі) та цінними землями.
Кабелі прокладають в кабельних спорудах, траншеях, блоках, на опорних конструкціях, в лотках (в приміщеннях, тунелях). Монтаж кабельних ліній електричних мереж виконують згідно з проєктно-технічною документацією, в якій вказані траса лінії і її геодезичні позначки, що дозволяють судити про різниці рівнів окремих ділянок траси.

#### Розбивка траси при монтажі повітряних ліній електропередач
Розбивкою траси ПЛ називають комплекс робіт з визначення на місцевості проєктних напрямків лінії і місць встановлення опор.
Траса повинна бути прокладена на місцевості так, щоб після спорудження лінії забезпечувалися: нормальні умови руху транспорту та пішоходів, зручності експлуатаційного обслуговування та ремонту всіх елементів лінії.
Розбивку траси повітряної лінії починають з того, що за допомогою теодоліту визначають напрямок першого прямолінійної ділянки лінії, а потім по цьому напрямку встановлюють дві віхи: одну на початку ділянки, а іншу - на відстані 200 - 300 м від неї (залежно від умов видимості ).
За отриманим напрямком в місцях розміщення опор, зазначених в проєкті, встановлюють тимчасові віхи, які візують з кінців ділянки лінії для перевірки правильності розташування їх у створі споруджується ПЛ, а потім ці віхи видаляють, замінюючи пікетних знаками.
На кожному пікетному знаці вказують його номер, а також проєктний номер опори, що підлягає установці в цьому місці. Пікетні знаки розташовують у центрі майбутніх котлованів.
Котловани під одностійкові опори і А-подібні опори, встановлюються вздовж створу лінії, повинні довгою частиною розташовуватися по осі траси, а котловани під А-подібні опори, що встановлюються поперек створу лінії, - перпендикулярно осі траси ПЛ.

#### Риття котлованів під опори при монтажі ПЛ
Риття котлованів під опори ПЛ повинно проводитися механізованим способом. Котловани циліндричної форми під одностійкові опори риють за допомогою спеціальних автоямбурів і самохідних бурильних кранів машин, а прямокутні котловани під анкерні опори - одноківшовими екскаваторами.
Риття котлованів під опори вручну може бути допущено при невеликому обсязі земляних робіт і в разі неможливості застосування відповідних механізмів внаслідок обмежених умов на трасі ПЛ, можливості пошкодження працюючи механізмами близько розташованих об'єктів (підземних комунікацій, наземних споруд і т. п.) або небезпеки заподіяння травм .
Роботи зі спорудження повітряних ліній електропередач доцільно організувати так, щоб у міру готовності котлованів відразу ж в них встановлювалися опори. Поєднання робіт по риттю котлованів і встановлення в них опор дозволить мінімальний час залишати котловани відкритими і таким чином уникнути нещасних випадків з людьми і тваринами, а також осипання стінок і скупчення вологи на дні котлованів.

## Будівництво підстанцій

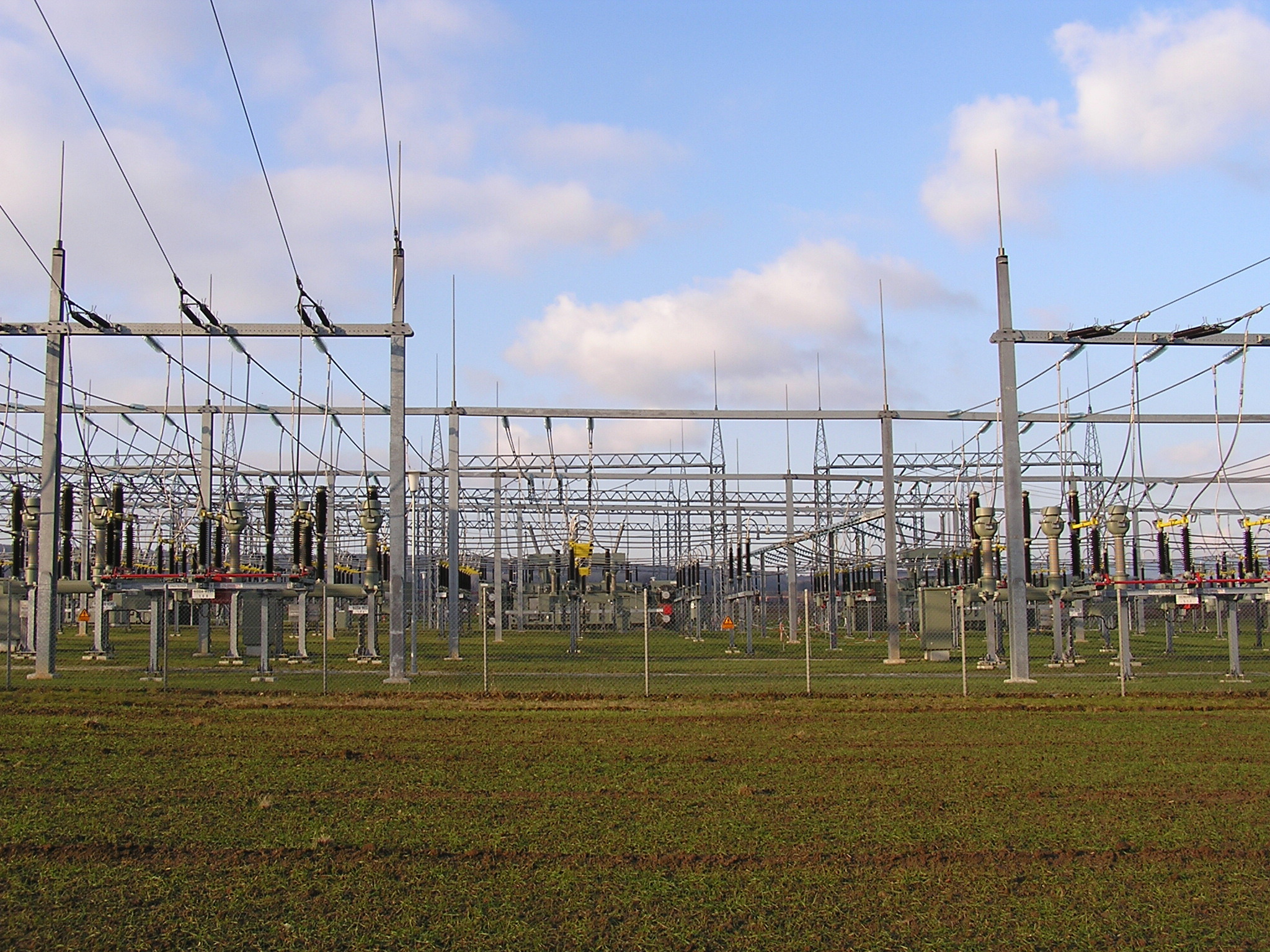
Електрична підстанція

Будівництво підстанцій, так само, як і будівництво будь-якого іншого промислового об'єкта складається з різних робіт: вишукувальних, проєктних, загальнобудівельних, монтажних, налагоджувальних. Будівництво підстанції починається з підготовки території та виконання земляних робіт. Потім проводиться закладка фундаментів, здійснюється підведення зовнішніх мереж, монтуються опорні металоконструкції, підводяться необхідні кабелі, встановлюється обладнання, монтується і готується до роботи протиаварійна автоматика та інші системи. По завершенні будівництва проводяться пусконалагоджувальні роботи та благоустрій території. Тільки після цього об'єкт може бути введений в експлуатацію.

## Будівництво електричних мереж в Україні
Енергетична стратегія України ставить за мету: 
- у 2006 – 2010 рр. ввести в експлуатацію не менше 30 тис.км нових та реконструйованих ліній електропостачання напругою 0,4-150 кВ;
- у 2011 – 2020 рр. вводити щороку в дію не менше 15 тис.км таких ліній;

вона також передбачає щорічне будівництво нових ліній електропередач відповідно до зростання електричного навантаження споживачів та проводити відновлення діючих ЛЕП в обсязі норм амортизаційних відрахувань. При цьому будівництво нових ліній електропередач і трансформаторних підстанцій, а також реконструкцію діючих, необхідно здійснювати з урахуванням переведення господарських потреб населення сільської місцевості з газу на електроенергію. В ній зазначено, що будівництво та модернізація підстанцій напругою 35-150 кВ має відбуватися у прямій залежності від ступеня подальшого енергооснащення промислових, сільськогосподарських і комунально-побутових споживачів і здійснюватися випереджувальними темпами стосовно зростання електричного навантаження.
Відповідно до Енергетичної стратегії України загальна сума інвестицій на будівництво та розвиток до 2030 року магістральних, міждержавних та розподільних електричних мереж, включаючи забезпечення паралельної роботи ОЕС України з UCTE, а також на модернізацію, оновлення та будівництво трансформаторних підстанцій повинна становити 82,9 млрд грн.